# Beatmania IIDX 1st Style
beatmania IIDX 1st style（ビートマニア ツーディーエックス ファーストスタイル）は、コナミが開発し、1999年2月26日に稼働した業務用の音楽ゲームである。
前作『beatmania』の大成功を受け、本作はリアルなディスクジョッキー（DJ）のライブパフォーマンスを再現することを目的に開発された。
また、同年にはマイナーチェンジ版である『beatmania IIDX substream』（以下：『substream』）が稼働した。本項では、『substream』についても解説する。
また、2000年には兄弟作に当たる『Beatmania III』が稼働した。

## システム
「鍵盤を模したボタンとターンテーブルを模したコントローラで曲を演奏する」という基本的なルールは前作『beatmania』とほぼ同じだが、前作のボタンの数が5つだったのに対し、本作では7つ（黒3、白4）である。
適切なタイミングでボタンを押すとスコアが上昇し、観客の盛り上がりを示す「グルーヴゲージ」がたまるが、失敗するとゲージが下降する。ゲージがなくなると曲が途中で止まり、ゲームオーバーとなる。
本作の難易度は、白鍵盤のみ4KEYSモード、左側の5鍵盤のみを使用する5KEYSモード、7つの鍵盤すべてを使う7KEYSモード、そして特定のステージをプレイしてスコアを稼ぐEXPERTモードの4つである。また、エキスパートモードでは、最低4つ以上のステージをクリアすると、インターネットランキングへの参加が可能となる。
コントロールパネルには、 プレイ中の音質を変更できるエフェクトフェーダーがついている。

## 開発と反響
1997年に稼働した『beatmania』の大成功を受けたコナミはBEMANIブランドを立ち上げ、『pop'n music』や『Dance Dance Revolution』（DDR）など、同ジャンルのゲームを次々と打ち出していった。
『beatmania』の続編として開発された本作は、実際のDJのパフォーマンスやクラブのVJの雰囲気を味わえるよう開発された。
稼働後、本作は珍しさなどから人気を集め、ゲーム専門メディアからもコントローラの独自性が評価された。
一方で、ボタン数が『beatmania』シリーズから増えたため、一部のメディアからは操作が難しくなったという指摘が寄せられた。また、ニール・フォスターはウェブサイト・ ハードコアゲーミング101に寄稿した2013年の記事の中で、本作の低迷の原因としてボタンの数が多い点や、新曲（または既存曲のリミックス版）が十数曲程度しかなかった点を挙げている。
実際に、ゲームセンターでも1曲目でゲームオーバーになるケースが相次いだ。
やがて『beatmania』シリーズの人気が少しずつ上がり、本作の人気も落ちていった。
これを受け、開発チームは当時人気のあった『Dance Dance Revolution』との連動キット「CLUB VERSION2」を付与した『beatmania IIDX substream』を急遽制作し、少しずつ人気を取り戻すことに成功し、『Beatmania IIDX』へのシリーズ化につなげていった。